# 殴り込み戦闘機隊
『殴り込み戦闘機隊』（Reach for the Sky）は、1956年のイギリスの映画である。第二次世界大戦で活躍したイギリス空軍大尉のダグラス・バーダーを描いた伝記ドラマ映画であり、ポール・ブリックヒルのノンフィクション本を原作としている。
ビデオ発売時には『殴り込み戦闘機隊/撃墜王ダグラス』という題が使われた。

## キャスト
- ケネス・モア
- ミュリエル・パヴロワ
- アレクサンダー・ノックス
- シドニー・タフラー
- リンデン・ブルック
- ナイジェル・グリーン
- ドロシー・アリソン

## 受賞とノミネート
| 映画祭・賞       | 部門       | 候補                 | 結果       |
| ---------------- | ---------- | -------------------- | ---------- |
| 英国アカデミー賞 | 総合作品賞 | 『殴り込み戦闘機隊』 | ノミネート |
| 英国アカデミー賞 | 英国作品賞 | 『殴り込み戦闘機隊』 | 受賞       |
| 英国アカデミー賞 | 主演女優賞 | ケネス・モア         | ノミネート |
| 英国アカデミー賞 | 助演女優賞 | ドロシー・アリソン   | ノミネート |
| 英国アカデミー賞 | 脚本賞     | ルイス・ギルバート   | ノミネート |